# فرودگاه شهری کرینگتون
فرودگاه شهری کرینگتون (به انگلیسی: Carrington Municipal Airport) یک فرودگاه همگانی بهره‌برداری هوایی است که یک باند فرود آسفالت دارد و طول باند آن ۱۲۸۰ متر است. این فرودگاه در کشور ایالات متحده آمریکا قرار دارد و در ارتفاع ۴۸۸٫۹ متری از سطح دریا واقع شده‌است.